# ジェーン年鑑
ジェーン年鑑 (Jane's Yearbook) は、英国で出版される年鑑。

## 内容
1898年に『All the world's fighting ships』というタイトルで創刊された。当初は軍艦のみを扱っていたが、1909年には航空機を扱った『Jane's all the world's aircraft』が刊行されるなど、徐々に対象分野が広がっていき、兵器だけでなく、民間航空機や商船や公共交通や鉄道、民間用ドローン、民間用ガスタービン、航空管制や民間空港設備やGround handlingや民間avionics機器、都市交通システム、民間の各種シミュレーション・トレーニングシステムなど広範な領域を扱う百科事典的な性格になっている。ジェーン年鑑の分野には、「Air & Space」「Weapons」「Land」「Maritime」「C4iSR & Mission Systems」「EOD & CBRNE」「Simulation & Training」「Transport」「Directories」がある。
種類ごとに毎年刊行されている。出版社はIHS Markit社。「ジェーン」とは創刊者であるフレッド・T・ジェーンに由来する。

## 種類

### Air & Space
『Jane's all the world's aircraft: In service』
製造は終了しているが現在でも広く運用されている航空機に関する年鑑。軍事用と民間用の両方を扱っている。
『Jane's all the world's aircraft: Development & production』
製造、開発中の航空機に関する年鑑。軍事用と民間用の両方を扱っている。
『Jane's all the world's aircraft: Unmanned』
各国で配備中または開発中である軍事用と民間用の両方の無人航空機（ドローン）と無人標的機に関する年鑑。
『Jane's Aero-Engines 』
世界中で生産・使用されている有人航空機(民間機および軍用機)のガスタービンエンジンに関する専門的な年鑑。
『Jane's air traffic control』
航空管制の現場で用いられるレーダー、通信システム、気象観測機器、フライトシミュレータなどに関する年鑑。
『Jane's flight avionics』
民間機に搭載される通信システムや航法システムといった航空用電子機器に関する年鑑。
『Jane's space systems & industry』
宇宙開発および宇宙産業に関する年鑑。宇宙開発に携わる研究機関や民間企業の情報が掲載され、国別に宇宙船、人工衛星、宇宙探査機の概要やスペックなどがまとめられている。
『Jane’s Airports & Handling Agents Library』
世界中の主要空港のGround handling等を提供する年鑑。
『Jane's airports, equipment & services』
空港で使用される金属探知機といった保安機器、貨物運搬車、空港整備のための機器などに関する年鑑。

### Weapons
『Jane's weapons: Infantry』
歩兵や部隊が装備する火器に関する年鑑。
『Jane's weapons: Naval』
艦艇に装備される大砲、魚雷、機雷などに関する年鑑。
『Jane's weapons: Ammunition』
小銃用の弾丸、手りゅう弾、戦車用の砲弾など弾薬全般に関する年鑑。
『Jane's weapons: Air-launched』
ミサイルや爆弾などの航空機から発射される兵器に関する年鑑。
『Jane's Weapons: Strategic』

### Land
『Jane's land warfare platforms: Armoured fighting vehicles』
戦車、偵察車、兵員輸送車などの装甲戦闘車両に関する年鑑。
『Jane's land warfare platforms: Artillery & air defence』
大砲（自走砲、榴弾砲、対戦車砲など）および防空兵器（高射砲、対空砲、地対空ミサイルなど）に関する年鑑。
『Jane's Land Warfare Platforms: Logistics, Support & Unmanned』
『Jane's Land Warfare Platforms: System Upgrades』

### Maritime
『Jane's fighting ships』
各国の海軍や沿岸警備隊に配備された艦艇に関する年鑑。各国の船種別に、トン数、全長、速力、装備された兵器などがまとめられている。
『Jane's Unmanned Maritime Vehicles』

### C4iSR & Mission Systems
『C4iSR & Mission Systems: Air』
『Jane's C4ISR & Mission Systems: Land』
『Jane's C4ISR & Mission Systems: Maritime』
『Jane's C4ISR & Mission Systems: Joint & Common Equipment』

### EOD & CBRNE
『Jane's CBRN Response Handbook』

『Jane's mines & EOD operational guide』
地雷に関する年鑑。さまざまな地雷の構造、処理に関する情報を扱う。
『Jane's EOD & CBRNE Defence Equipment』

### Simulation & Training
『Jane's Simulation & Training Systems』
軍民両用の各種シミュレーション・トレーニングシステムに関する包括的な情報を収録した専門年鑑。

### Transport
『Jane's world railways』
各国の鉄道会社と関連業者の情報をまとめた年鑑。国別の各鉄道会社の概要が前半に、車両や送電システム、運行管理システムなどの製造業者の情報が後半に掲載されている。
『Jane's urban transport systems』
地下鉄やバス、路面電車といった各国の都市交通システムの運行会社と関連業者の情報をまとめた年鑑。前半に各国の主要都市の交通システムについて、その特徴と運行会社の概要が掲載され、後半には車両や部品などの製造業者の情報が掲載されている。
『Jane's merchant ships』
タンカーや客船などの商船に関する年鑑。

### Directories
『Jane's International Defence Directory』
『Jane's International ABC Aerospace Directory』